# StarQuest
(citazione dal manuale di istruzioni)
StarQuest (alcune volte scritto anche Star Quest), distribuito anche come Space Crusade, è un gioco da tavolo che fa largo uso di miniature creato da Stephen Baker e prodotto dalla Milton Bradley Company (MB) nel 1990, in collaborazione con Games Workshop.
È ambientato nell'universo fantascientifico del wargame tridimensionale Warhammer 40000, di cui costituisce una sorta di versione semplificata. Il gioco utilizza anche molti concetti semplificati di Space Hulk, altro gioco da tavolo prodotto dalla stessa Games Workshop che pure riprende molti elementi di Warhammer.

## Meccanica di gioco
- 50 Miniature della Citadel Miniatures
  - 3 Comandanti dei marine
  - 12 marines spaziali
  - 8 Orki
  - 14 Gretchin
  - 3 ladri genetici
  - 1 Comandante dei marines del caos
  - 4 marine del Caos
  - 4 Androidi
  - 1 Dreadnought
- Equipaggiamento per marines spaziali
  - 12 zaini
  - Ascia mortale e pistola laser
  - Requiem
  - Spada mortale e guanto mortale
  - Fucile laser
  - Cannone d'assalto
  - Lanciarazzi
  - Fucile al plasma
- 4 Tabelloni
- 4 Muri
- 5 Fermagli per i muri
- 64 Carte
  - 3 Mazzi di 12 carte ordini
  - 28 carte eventi alieni
- 12 Distintivi di grado
- 1 Segnalino missione principale
- 1 Segnalino missione secondaria
- 6 Decorazioni onorarie
- 1 Pannello controllo alieno
- 6 Dadi speciali da combattimento
- 3 Schede riassuntive marine
- 24 Porte
- 3 Porte stagne
- 3 Scanners dei comandanti
- 32 Segnalini blip
- 32 Segnalini rinforzo
- 4 Marchi del caos
- 1 Libro delle missioni
- Istruzioni

È un gioco da due giocatori, a quattro giocatori, uno dei quali deve necessariamente prendere le parti dell'"Alieno", ovvero prenderà il controllo di tutti gli alieni e i mostri presenti all'interno dello scafo dell'astronave in disarmo, un misto di gretchin, orki, ladri genetici ed altri alieni di Warhammer 40.000. In questo senso l'Alieno è una figura molta vicina a quella del game master nei tradizionali giochi di ruolo, anche se qui il suo solo ruolo è quello di impedire ai marine di completare le loro missioni.
Gli altri giocatori sono i "giocatori marine", ed ognuno di essi controlla una squadra di 5 marine spaziali (tra cui un comandante) dotati di armatura potenziata standard. Ogni marine può essere equipaggiato con armi differenti; le armi leggere consentono movimenti veloci ma hanno una minore potenza di fuoco. Il comandante di ogni squadra indossa la stessa armatura degli altri soldati, ma è equipaggiato con armi differenti. Inoltre, il giocatore dispone di carte ordini e carte equipaggiamento.
Una partita consiste in una missione facente parte di una campagna descritta nel Libro delle Missioni, in cui sono presenti i dettagli necessari all'Alieno per condurre il gioco. I giocatori marine ricevono una comune missione primaria che ognuno di loro deve tentare di portare a termine prima degli altri; la missione primaria consiste generalmente nell'abbordaggio e nell'assalto del vascello alla deriva (rappresentato dal tabellone di gioco). Nel corso della partita viene annunciata anche una missione secondaria (come la distruzione di un particolare nemico). Una volta completate le missioni, la squadra deve fare ritorno al proprio modulo di attracco. I punti sono distribuiti in base al numero e al tipo di unità nemiche eliminate, oltre che alle missioni completate, con penalità in caso di morte di marines spaziali: la partita è vinta dal giocatore che fa più punti. I giocatori (compreso l'Alieno) possono essere promossi a gradi superiori se raggiungono un determinato numero di punti, con i quali guadagnano nuovi ordini e nuovi equipaggiamenti da utilizzare nella partita successiva.
Quando marine e alieni entrano in contatto visivo, può iniziare uno scontro a fuoco; a seconda della distanza a cui è avvenuto il contatto ci potranno essere scontri a corto e a lungo raggio. In questi ultimi è di fondamentale importanza avere una linea di tiro il può possibile sgombra.
Il sistema a squadre dà ad ogni giocatore ampio spazio per la strategia e la pianificazione. Il gioco si basa principalmente sulla ricerca della migliore linea di tiro possibile per effettuare attacchi rapidi con manovre a tenaglia sfruttando curve dei corridoi, porte aperte, o chiuse se possono dare riparo. A volte può essere necessario sacrificare qualche componente della squadra per realizzare più punti. Anche se il vero avversario è il giocatore Alieno, non va dimenticato che lo scopo principale di ogni squadra è quello di accumulare punti, e questo può avvenire solo a discapito delle altre; quindi, una iniziale collaborazione fra i giocatori per coordinare gli attacchi può non durare per tutta la partita.
Le miniature presenti nella confezione non sono ad uno standard di alto livello che ogni giocatore normalmente si aspetta da compagnie come la Games Workshop, ma sono comunque di una qualità migliore rispetto a quella che si trova nella maggior parte dei giochi da tavolo. Le carte superano in qualità quelle del precedente HeroQuest.

## Espansioni

### L'attacco degli Eldar
- 10 Miniature della Citadel Miniatures
  - 1 Governatore Eldar
  - 9 Guerrieri Eldar
- 16 Armi Eldar
  - 9 Catapulte Shuriken
  - 2 Cannoni Laser
  - 2 Cannoni Shiuriken
  - 2 Lanciarazzi
  - 1 Pistola Shiuriken
- 1 Base per il Muro di Forza
- 1 Base per lo Schermo Psichico
- 12 Carte Equipaggiamento Eldar
- 10 Carte Equipaggiamento ed Abilità del Governatore Eldar
- 4 Carte Ordine Eldar
- 22 nuove Carte Eventi Alieni
- 1 Cartoncino fustellato
  - 1 Muro di Forza
  - 1 Schermo Psichico
  - 8 Segnalini Blip
  - 1 Scheda Riassuntiva dei Guerrieri Eldar
  - 1 Sezione del Tabellone di Gioco
- 1 Libro delle Missioni

L'attacco degli Eldar (Eldar Attack) introduce una nuova razza di guerrieri, gli eldar, dotati di capacità speciali, fra cui poteri psichici, con cui i giocatori possono combattere le forze dello Spazio Distorto. Le miniature degli eldar possono essere tenute da un altro giocatore, che si aggiunge agli altri; quindi, il massimo numero possibile di giocatori è cinque. L'espansione dà inoltre l'opportunità di giocare a StarQuest in due giocatori con forze equilibrate; la lotta tra gli Eldar e le Forze del Caos è un gioco ideale per due giocatori, anche se gli eldar possono benissimo essere utilizzati nel gioco base.
Da notare che una delle Carte Evento Aliene permette al giocatore di selezionare una sezione di gioco e ruotarla di quanti gradi vuole. Mentre questo può interessare la meccanica di gioco dal punto di vista della linea di tiro richiesta per gli attacchi a distanza, in pratica si conclude con i giocatori che urtano e fanno cadere porte e miniature, con il risultato che questo particolare evento viene usualmente ignorato.

### Missione: Dreadnought
- 12 Miniature della Citadel Miniatures
  - 6 Marine spaziali
  - 4 Androidi
  - 2 Dreadnought
- Equipaggiamento per marines spaziali
  - 6 Zaini
  - 6 Fucili laser
  - 9 Armi extra-pesanti marine
    - 3 Cannone laser
    - 3 Fucile a fusione
    - 3 Raggio a conversione
- 3 Armi pesanti dreadnought
- 3 Armi extra-pesanti dreadnought
- 3 Tarantole (armi mobili di supporto)
- 3 Console di controllo marine
- 6 Porte stagne rinforzate
- 1 Nuova scheda riassuntiva marine
- 2 Sezioni corridoio
- 2 Muri
- 1 Tabellone con fabbrica dreadnought
- 2 Dadi speciali da combattimento
- 8 Segnalini blip
- 8 Segnalini rinforzo
- 3 Fermagli
- 10 Basi
- 1 Libro delle missioni

Missione: Dreadnought (Mission Dreadnought), sottotitolo "Assalto a Blud VI", è una serie di tre missioni in cui lo scopo finale è la distruzione di una grossa fabbrica di dreadnought che realizza modelli particolarmente potenti. Per poter fronteggiare questa minaccia, i marines spaziali sono stati dotati di armi eccezionalmenti potenti, fra cui la tarantola, una torretta mobile dotata di un ampio arco di fuoco. L'espansione fornisce ai giocatori alcune nuove miniature di marine spaziali, cosicché le squadre sono ora formate da 6 marine e dal comandante. Il giocatore Alieno ottiene "pesanti" dreadnought addizionali, estremamente potenti e capaci di spazzare via un'intera squadra. Inoltre, l'ultima missione gli permette di continuare a costruire dreadnought in continuazione nella fabbrica dreadnought, in modo da sviluppare una potenza di fuoco maggiore.
Le porte stagne rinforzate e i tasselli delle sezioni corridoio aggiuntive consentono ai giocatori di costruire nuove e interessanti strutture tridimensionali rispetto ai limiti del gioco iniziale.

## Edizioni nazionali
In alcune nazioni come Regno Unito, Australia e Nuova Zelanda è stato pubblicato come Space Crusade, mentre in Belgio, Germania e Italia come StarQuest; fra le cause, probabilmente il fatto che in queste nazioni era già diffuso HeroQuest, un gioco simile degli stessi produttori ma di genere fantasy.
Negli Stati Uniti d'America  invece il gioco non è stato mai venduto: HeroQuest ebbe un eccezionale numero di vendite, con la pubblicazione di numerose espansioni, e questo successo fu determinante nella scelta di evitarne la distribuzione nel Nord America.
La versione tedesca del gioco ha alcune interessanti spiegazioni e traduzioni per i vari effetti delle armi, probabilmente derivate dal fatto che il gioco era indirizzato ad un target giovanile controllato da genitori. Ad esempio, gli alieni sono "robot", non creature viventi.
Un giocatore non uccide un robot, ma semplicemente lo rimuove da questa dimensione o è catturato dagli effetti dell'arma, ma mai ferito.
Ancora, il "cannone d'assalto", che può essere facilmente identificato come un tipo di mitragliatrice, nella versione tedesca è chiamata "Zero Time Gun" e il suo effetto è spiegato come qualcosa di simile a "bolle temporali" che rallentano il nemico.
L'edizione finlandese chiama gli alieni "cloni", ma non vengono date ulteriori spiegazioni.
Il nome del gioco nell'edizione spagnola è Cruzada Estelar.

## Advanced Space Crusade
Advanced Space Crusade è un gioco da tavolo prodotto nel 1990 da Games Workshop ed MB, inedito in Italia.
La trama si incentra su un certo numero di squadre di marines spaziali che durante un'esplorazione hanno abbordato una nave tiranide per sabotare i suoi delicati "organi" interni. Il gioco è, nella forma, simile a Space Hulk poiché utilizza le stesse miniature in plastica da 28mm della Citadel Miniatures e lo stesso tabellone modulabile per rappresentare le parti della Nave-Alveare; inoltre, similmente ha un giocatore che controlla i marine mentre l'altro controlla le ondate di Tiranidi.
Esso tuttavia non ha altri legami notevoli con Space Crusade rispetto ad altri giochi ambientati nell'universo di Warhammer 40,000.
Molti dei componenti del gioco confluirono in un nuovo prodotto pubblicato nel 1993, senza licenza della Milton Bradley, col titolo di Tyranid Attack, un gioco sostanzialmente diverso da Space Crusade.

## Videogioco
La Gremlin Graphics Software Ltd. ne fece un videogioco pubblicato come Space Crusade nel 1992, per i computer MS-DOS, Atari ST, Amiga, ZX Spectrum, Commodore 64 e Amstrad CPC. È una fedele conversione del gioco da tavolo, con un tabellone che può essere visualizzato in 2D o 3D.
Successivamente fu sviluppata un'espansione, The Voyage Beyond, solo per Amiga e Atari ST.